# Heterophrynus longicornis
Espèce
Synonymes
- Phrynus longicornis Butler, 1873
- Heterophrynus brevimanus Mello-Leitão, 1931

Heterophrynus longicornis est une espèce d'amblypyges de la famille des Phrynidae.

## Distribution
Cette espèce se rencontre en Guyane et au Brésil dans les États d'Amapá, d'Amazonas et du Pará.

## Systématique et taxinomie
Cette espèce a été décrite sous le protonyme Phrynus longicornis par Arthur Gardiner Butler en 1873.
Heterophrynus brevimanus a été placée en synonymie avec Heterophrynus longicornis par Giupponi en 2002.

## Publication originale
- Butler, 1873 : A monographic revision of the genus Phrynus. Annals and Magazine of Natural History, sér. 4, vol. 12, p. 117-125 (texte intégral).